# Hori Ichirō
Hori Ichirō  (japanisch 堀 一郎; geboren 19. März 1910 in Mie oder Osaka; gestorben 10. August 1974 in Tokio) war ein japanischer Erforscher des religiösen Brauchtums.

## Leben und Wirken
Hori Ichirō machte 1932 seinen Abschluss an der Philosophischen Fakultät der Universität Tokio. Es folgten Lehrtätigkeiten an der Nishōgakusha-Universität (二松学舎大学), der Kokugakuin-Universität, der Universität Tōhoku, an seiner Alma Mater, die ihn als Meiyo Kyōju verabschiedete, und schließlich an der Seijō-Universität. Von 1956 bis 1958 wurde er von der Rockefeller-Stiftung zu einem Auslandsstudium in die Vereinigten Staaten eingeladen, 1965 hielt er einen Vortrag an der University of Chicago.
Horis Forschungsgebiete waren breit gefächert und umfassten buddhistische Kulturgeschichte, Religionsgeschichte, religiöse Folklore, Religionssoziologie und religiöse Phänomenologie. Wichtige Publikationen sind
- „Nihon Bukkyō shiron“ (日本仏教史論) – „Geschichte des japanischen Buddhismus“ 1940,
- „Yūkō shisō“ (遊幸思想) – „Spielerische Gedanken“ 1944,
- „Minkan shinkō“ (民間信仰) – „Volksreligion“ 1951[A 2],
- „Wagakuni minkan shinkō-shi no kenkyū“ (我が国民間信仰史の研究) – „Studium der Glaubensgeschichte zwischen unserem Volk“, 2 Bände, 1953，1955[A 3]，
- „Nihon kindai-ka to shūkyō rinri“ (日本近代化と宗教倫理) – „Japans Modernisierung und religiöse Ethik“[A 4] 1962,
- „Nihon shūkyō no shakai-teki yakuwari“ (日本宗教の社会的役割) – „Soziale Rolle der japanischen Religion“ 1962,
- „Eien kaiki no shinwa“ (永遠回帰の神話) – „Der Mythos der ewigen Wiederkehr“[A 5] 1963，
- „Shūkyō – shūzoku no seikatsu kisoku“ (宗教・習俗の生活規則) – „Religion – Lebensregeln und Bräuchen“ 1963,
- „Minkan shinkō-shi no shomonda“ (民間信仰史の諸問題) – „Verschiedene Probleme der Geschichte des Volksglaubens“ 1971,
- „Nihon no shāmanizumu“ (日本のシャーマニズム) – „Japanischer Schamanismus“ 1971，
- „Hijiri to zoku no kattō“ (聖と俗の葛藤) – „Der Konflikt zwischen Heiligem und Weltlichem“ 1975.

Auf Englisch erschien
- Hori Ichiro: Folk Religion in Japan. Continuity and Change. Edited by Joseph M. Kitagawa and Alan L. Miller. University of Chicago Press, Chicago IL u. a. 1994, ISBN 0-226-35334-6.